# Leslie Howard (skuespiller)
 For alternative betydninger, se Leslie Howard. (Se også artikler, som begynder med Leslie Howard)
Leslie Howard Steiner (født 3. april 1893 i London, død 1. juni 1943 i Biscayabugten) var en britisk skuespiller og filminstruktør, kendt for sin følsomme scenefremstilling af Shakespeare-skikkelser som Hamlet og Romeo.
Han filmdebuterede i 1917 i The Happy Warrior, og opnåede stor popularitet i The Scarlet Pimpernel (Den røde Pimpernel, 1934) og som Romeo i Romeo and Juliet (Romeo og Julie, 1936). Han var medinstruktør af Pygmalion (1938), hvor han også havde rollen som Higgins, og spillede Ashley i Gone with the Wind (Borte med blæsten, 1939). Under 2. verdenskrig instruerede han og spillede hovedrollen i den antinazistiske film Pimpernel Smith (1941). Han omkom da flyet han var om bord på blev skudt ned over Biscayabugten.